# Richard Howard (poeta)
Richard Howard (Cleveland, 13 ottobre 1929 – New York, 31 marzo 2022) è stato un poeta, traduttore e critico letterario statunitense.

## Biografia
Howard fu professore emerito alla Columbia University di New York, suo ateneo di formazione.
Dopo essersi perfezionato in letteratura francese alla Sorbona nell'anno accademico 1952-1953, Howard si dedicò alla lessicografia. Molto presto, però, la sua attenzione si rivolse alla scrittura ed egli vinse il Premio Pulitzer per la poesia nel 1969 con la sua raccolta Untitled Sujbects, una collezione di lettere immaginarie scritte da personaggi storici dell'800.